# Karma Sutra
Karma Sutra è un singolo del gruppo musicale italo-brasiliano Selton, con la collaborazione di Margherita Vicario, pubblicato il 7 aprile 2021 dall'etichetta Island Records.

## Tracce
1. Karma Sutra – 3:18